# Domenico Capranica
Domenico Capranica   (Capranica Prenestina, 31 de maig de 1400 - Roma, 14 d'agost de 1458) fou un cardenal i humanista italià.

## Biografia
Era fill de Niccolò Pantagati da Capranica i de la seva dona, Iacobella. Domenico, amb qui va començar la fortuna familiar, va prendre el nom de l'original Capranica Prenestina, feu de la família Colonna fins al 1563. Es va formar a les universitats de Pàdua i Bolonya, on va ser deixeble del jurista Floriano Sampieri entre d'altres.
Va començar la seva carrera eclesiàstica i política amb el papa Martí V: primer com a clergue de la Cambra Apostòlica el 1423, bisbe de Fermo l'any següent, governador de Forlì el 1426, aconseguint evitar el retorn d'Antonio Ordelaffi, i cardenal amb el títol de Santa Maria in Via Lata l'any 1430.
Després de la mort del papa Martí V, va participar en els Concilis de Basilea, Ferrara i Florència, durant el papat d'Eugeni IV. El 1443 fou ascendit a vicari general de la Marca d'Ancona. El 1449 Domenico va rebre, del papa Nicolau V, el nomenament com a Penitenciari Major, que el comprometria en l'imminent Jubileu i que requeria la seva presència permanent a Roma.
El 1453 es va fer mereixedor del papa, denunciant la conspiració de Stefano Porcari, i en el darrer període de la seva curta vida va exercir importants càrrecs diplomàtics, en particular amb el rei de Nàpols Alfons V d'Aragó.
Domenico Capranica va ser un bon humanista (al seu palau va recollir una preciosa biblioteca de còdexs, guardada a la Biblioteca Apostòlica Vaticana), però sobretot amant dels estudis teològics i filosòfics i autor de fulletons sobre temes morals, eclesiàstics i polítics.
Dos anys abans de la seva mort va fundar el Col·legi d'erudits pobres de Sapienza Firmana, avui Almo Collegio Capranica. La denominació original va ser motivada pel seu càrrec de bisbe de Fermo. El Col·legi estava destinat a joves de condició humil, romans de naixement, però amb l'excepció dels Fermani, que havien decidit emprendre una carrera eclesiàstica, perquè estudiessin sobretot teologia i dret canònic. La institució dels seminaris, decidida pel Concili de Trento el 1563, es va avançar així un segle.
Capranica ho va organitzar tot perquè el projecte funcionés. Va assegurar el seu manteniment amb ingressos immobiliaris amb una casa anomenada delle due torri prop de Sant'Agostino i una altra a la Piazza di Pietra, a la parròquia de Santo Stefano del Trullo. Va establir regles precises per a tots els aspectes de la vida col·legial, redactant personalment les constitucions.
Domenico Capranica va morir el 14 d'agost de 1458, sis dies després de la mort del papa Calixt III, a qui ara donava per fet que havia de succeir. Va ser enterrat a la noble capella que havia obtingut l'any 1449 a Santa Maria sopra Minerva. El monument funerari, esculpit per Andrea Bregno, va ser erigit pel seu germà Angelo, el seu hereu i marmessor del seu testament.